# Margaritifera marrianae
Margaritifera marrianae és una espècie de mol·lusc bivalve pertanyent a la família Margaritiferidae.

## Hàbitat
Viu a l'aigua dolça.

## Distribució geogràfica
Es troba als Estats Units: Alabama.

## Estat de conservació
Les seues principals amenaces són la destrucció del seu hàbitat i la introducció d'espècies exòtiques.